# Désertines, Allier

Désertines este o comună în departamentul Allier din centrul Franței. În 1 ianuarie 2022 avea o populație de 4.323 de locuitori.